# Даян Френсіс
Даєн Френсіс (Diane Marie Francis; нар. 14 листопада 1946, Чикаго, Іллінойс) — американсько-канадська журналістка та підприємець, авторка бестселерів, спеціалізується на бізнесі та геополітиці, white-collar crime, технологіях, редактор канадської National Post (з 1998) і в 1991—1998 роках — Financial Post, стипендіатка Atlantic Council, заслужена професорка Ryerson University та його почесний доктор (2013), співробітниця Singularity University.
Працює для Wall Street Journal, Washington Post, Daily Beast, Politico, Miami Herald, New York Post.
Член консультативної Ради Hudson Institute, Kleptocracy Initiative та Lifeboat Foundation. 
Авторка 10 книг.
У 2019 стала лауреаткою нагороди «Тризуб» у номінації «Друзі України»
Має подвійне американсько-канадське громадянство.
Одна із спікерів Форуму Вільних Держав Постросії